# Olivier Théophile
Olivier Théophile (né le 25 juillet 1968 au Gosier) est un athlète français, spécialiste des épreuves de sprint.

## Biographie
Il remporte le titre du 100 mètres lors des championnats de France 1995 à Paris, et compte par ailleurs deux titres nationaux du 60 mètres en salle, en 1991 et 1993. 
Il se classe troisième du relais 4 × 100 m lors des Jeux méditerranéens de 1991.

### Palmarès
- Championnats de France d'athlétisme :
  - vainqueur du 100 m en 1995.
- Championnats de France d'athlétisme en salle :
  - vainqueur du 60 m en 1991 et 1993.

### Records
| Épreuve | Performance | Lieu           | Date          |
| ------- | ----------- | -------------- | ------------- |
| 100 m   | 10 s 35     | Fort-de-France | 25 avril 1992 |